# Јарловачко језеро
Јарловачко језеро једна је од вештачких водених површина у сливу реке Нишаве, на јужном ободу Знепољске котлине.

## Положај и пространство
Беровско језеро се налази се у Беровском пољу, које је изграђено у издуженом удубљењу на североисточној подгорини Влашке планине. Удубљење има правац пружања северозапад — југоисток.

## Географске одлике
Јарловачко језеро се налази у долини реке Јерме, на јужном ободу Знепољске котлине, у амфитеатралном удубљењу између Дела (861 m н.в), Чуке (829 m н.в) и Орлове чуке (850 m н.в).
Језеро је образовано преграђивањем Јарловачке реке, десне притоке Јерме. Дужина земљане бране износи око 300 метара. Језеро је неправилног облика, максималне дужине око 1.200 m. Његова површина је око 66 ha. Запремина басена језера износи 5.910.000 m³ воде  тако да је просечна дубина око 9 m. Језеро служи пре свега за наводњавање плодне Знепољске котлине, али и заустављање наноса који се формира у неотпорним кластичним стенама.

## Намена
Језеро служи пре свега за наводњавање плодне Знепољске котлине, али и заустављање наноса који се формира у неотпорним кластичним стенама.<ref name="1." >